# Robert Coleman Richardson
Robert Coleman Richardson, ameriški eksperimentalni fizik, * 26. junij 1937, Washington, ZDA, † 19. februar 2013, Ithaca, New York, ZDA.
Richardson si je leta 1996 delil Nobelovo nagrado za fiziko skupaj z Davidom Morrisom Leejem in Douglasom Deanom Osheroffom za odkritje supertekočnosti helija-3.